# Bahnstrecke Boří les–Lednice
| Kursbuchstrecke (SŽ): | 253                  |                                                       |                                                       |
| Streckenlänge: | 9,312 km             |                                                       |                                                       |
| Spurweite: | 1435 mm (Normalspur) |                                                       |                                                       |
| Streckengeschwindigkeit: | 50 km/h              |                                                       |                                                       |
| |                      |                                                       |                                                       |
| \| \| \| von Břeclav (vorm. KFNB) \| \| \| \| 0,000 \| Boří les früher Theimwald \| 160 m \| \| \| \| nach Hrušovany nad Jevišovkou (vorm. KFNB) \| \| \| \| \| Anschlussgleis PKZ Poštorná \| \| \| \| 2,004 \| Poštorná früher Unterthemenau \| 170 m \| \| \| 3,243 \| Charvátská Nová Ves \| 170 m \| \| \| 7,433 \| Lednice rybníky \| 170 m \| \| \| \| ehem. Landesgrenze Niederösterreich-Mähren (bis 1919) \| \| \| \| 9,312 \| Lednice früher Eisgrub \| 180 m \| |                      |                                                       |                                                       |
| Strecke |                      | von Břeclav (vorm. KFNB)                              | von Břeclav (vorm. KFNB)                              |
| Bahnhof | 0,000                | Boří les früher Theimwald                             | 160 m                                                 |
| Abzweig geradeaus und nach links |                      | nach Hrušovany nad Jevišovkou (vorm. KFNB)            | nach Hrušovany nad Jevišovkou (vorm. KFNB)            |
| Abzweig geradeaus und nach links |                      | Anschlussgleis PKZ Poštorná                           | Anschlussgleis PKZ Poštorná                           |
| Bahnhof | 2,004                | Poštorná früher Unterthemenau                         | 170 m                                                 |
| Haltepunkt / Haltestelle | 3,243                | Charvátská Nová Ves                                   | 170 m                                                 |
| Haltepunkt / Haltestelle | 7,433                | Lednice rybníky                                       | 170 m                                                 |
| Grenze |                      | ehem. Landesgrenze Niederösterreich-Mähren (bis 1919) | ehem. Landesgrenze Niederösterreich-Mähren (bis 1919) |
| Kopfbahnhof Streckenende | 9,312                | Lednice früher Eisgrub                                | 180 m                                                 |

Die Bahnstrecke Boří les–Lednice  ist eine regionale Eisenbahnverbindung in Tschechien, die ursprünglich als staatlich garantierte Lokalbahn Lundenburg–Eisgrub durch die Brünner Local-Eisenbahn-Gesellschaft (BLEG) erbaut und betrieben wurde. Sie zweigt in Boří les (Theimwald) aus der Bahnstrecke Břeclav–Hrušovany nad Jevišovkou ab und verläuft nach Lednice (Eisgrub) in Südmähren.
Nach einem Erlass der tschechischen Regierung ist die Strecke seit dem 20. Dezember 1995 als regionale Bahn („regionální dráha“) klassifiziert.

## Geschichte
Am 6. August 1901 erhielt die Brünner Lokaleisenbahngesellschaft „die erbetene Concession zum Baue und Betriebe einer als normalspurige Localbahn auszuführenden Locomotiveisenbahn von der Station Lundenburg der Kaiser Ferdinands-Nordbahn, eventuell unter Mitbenützung einer Theilstrecke der Linie Lundenburg–Zellerndorf dieser Bahngesellschaft über Unterthemenau nach Eisgrub“ erteilt.
Der Bau begann am 10. Juni 1901. Eröffnet wurde die Localbahn Lundenburg–Eisgrub bereits am 17. November 1901. Die neue Strecke zweigte – wie in der Konzession vorgesehen – im Bahnhof Theimwald der Lundenburg-Grußbacher Bahn ab. Die Züge der Lokalbahn begannen und endeten jedoch von Anfang an in Lundenburg.
Die Betriebsführung übernahm die k.k. priv. Kaiser Ferdinands-Nordbahn, nach deren Verstaatlichung 1909 die k.k. Staatsbahnen (kkStB). Nach dem Ersten Weltkrieg ging diese Aufgabe an die neugegründeten Tschechoslowakischen Staatsbahnen (ČSD) über.

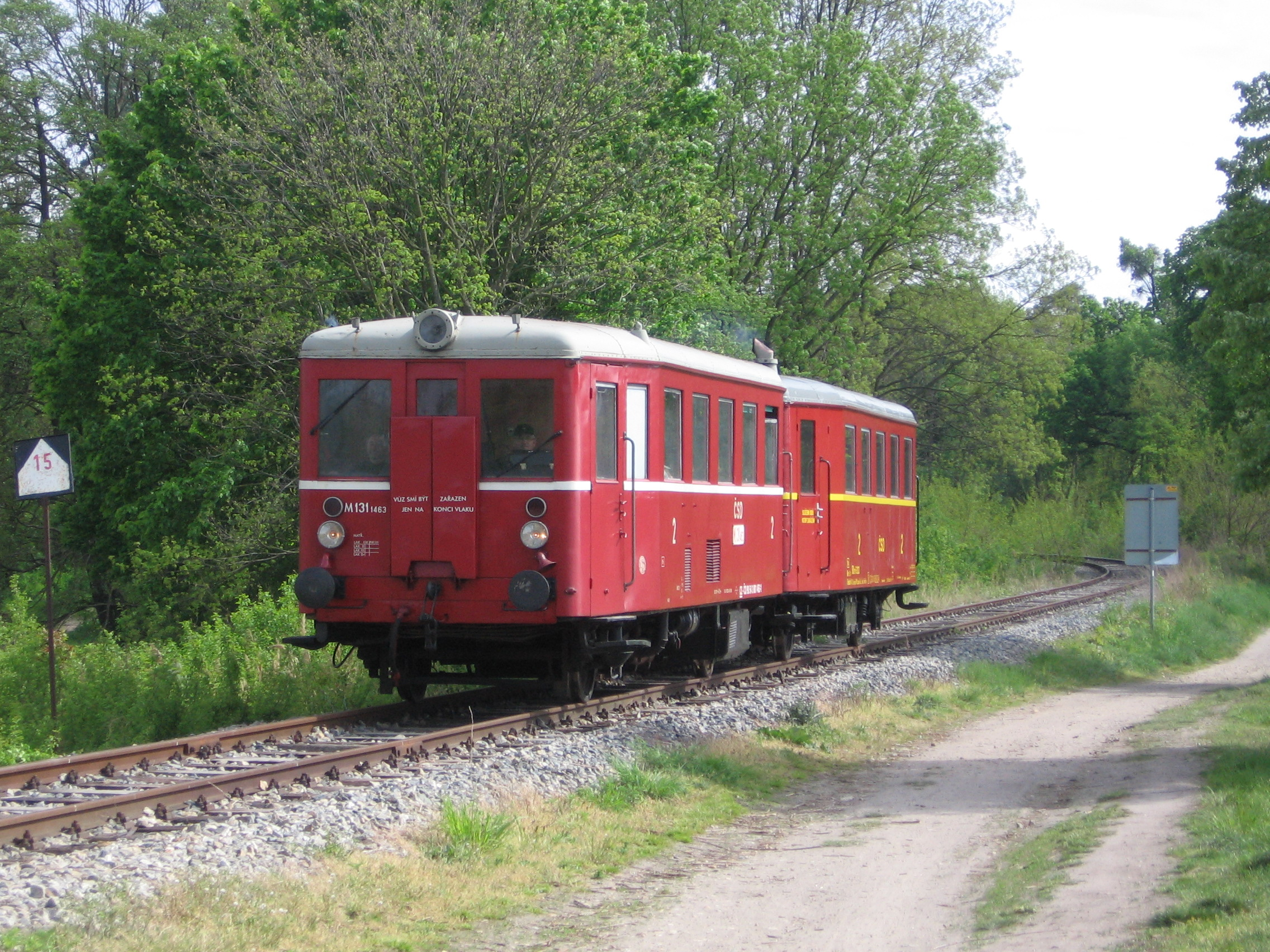
Im touristischen Verkehr an den Wochenenden kommen meist Motorwagen älterer Bauart zum Einsatz, hier an der Haltestelle Lednice rybníky (2015)

Nach der Angliederung des Sudetenlandes an Deutschland im Herbst 1938 kam die Strecke zur Deutschen Reichsbahn, Reichsbahndirektion Wien. Im Reichskursbuch war die Verbindung nun als KBS 462d Lundenburg–Eisgrub enthalten. Damit einher ging die endgültige Verstaatlichung und Auflösung der Lokalbahn Lundenburg–Eisgrub. Das Gesetz vom 2. August 1940 „betreffend die Übernahme von Eisenbahnen im Reichsgau Sudetenland und in den in die Reichsgaue Oberdonau und Niederdonau eingegliederten Teilen der sudendeutschen Gebiete auf das Reich“ regelte u. a. die Verstaatlichung von neun Lokalbahnen mit einer Gesamtlänge von 169,77 km, an denen der tschechoslowakische Staat bereits die Mehrheit der Aktienanteile besessen hatte.
Nach dem Ende des Zweiten Weltkriegs kam die Strecke wieder zur ČSD.
1978 wurde der Reiseverkehr wegen fehlender Kapazitäten aufgrund starken Güterverkehrs eingestellt und auf eine Autobuslinie verlagert. Erst ab 1988 wurde die Strecke wieder planmäßig von Personenzügen befahren. Seit 1. Juni 1991 verkehren Reisezüge nur noch während der Touristensaison zwischen Mai und September. 
Am 1. Januar 1993 ging die Strecke infolge der Auflösung der Tschechoslowakei an die neu gegründete tschechische Staatsbahngesellschaft České dráhy (ČD) über. Seit 2003 gehörte sie zum Netz des staatlichen Infrastrukturbetreibers Správa železniční dopravní cesty (SŽDC).
Der Jahresfahrplan 2020 sieht jeweils vier Personenzugpaare an den Wochenenden und Feiertagen im Zeitraum 1. Mai bis 15. September vor. Zum Einsatz kommen historische Triebwagen, die nicht mehr im Regelverkehr verwendet werden. An zwei Terminen im Jahr verkehrt ein Zug mit Dampflokomotive.
Am 14. Juli 2024 entgleiste zwischen Charvátská Nová Ves und Lednice rybníky ein Reisezug der ČD. Die 15 Reisenden blieben unverletzt. Ursache war eine Spurerweiterung von 50 mm. Am Unfallort liegt ein Gleis auf Holzschwellen der Einbaujahre 1951, 1964 und 1980, die zum Teil verfault sind und den Schienen keinen Halt mehr geben.

## Streckenbeschreibung
Die Strecke bindet vom Bahnhof Boří les (Theimwald) an der Bahnstrecke Břeclav–Hrušovany nad Jevišovkou die Gemeinde Lednice (Eisgrub) an das Netz der České dráhy (ČD) an. Sie erschließt heute den nördlichen Teil der Kulturlandschaft Lednice-Valtice, das zum UNESCO-Welterbe gehört.
Die Aufnahmsgebäude sind durchgehend österreichische Typenbauten. Der Architekt Carl Weinbrenner nutzte allerdings zur Fassadengestaltung der Aufnahmsgebäude in Poštorná (Unterthemenau) und Lednice (Eisgrub) glasierte Verblendziegel der Fürstlich Liechtensteinischen Keramikfabrik Unterthemenau (heute: PKZ Keramika Poštorná) und hat damit zugleich Werbung für deren Produkte gemacht.

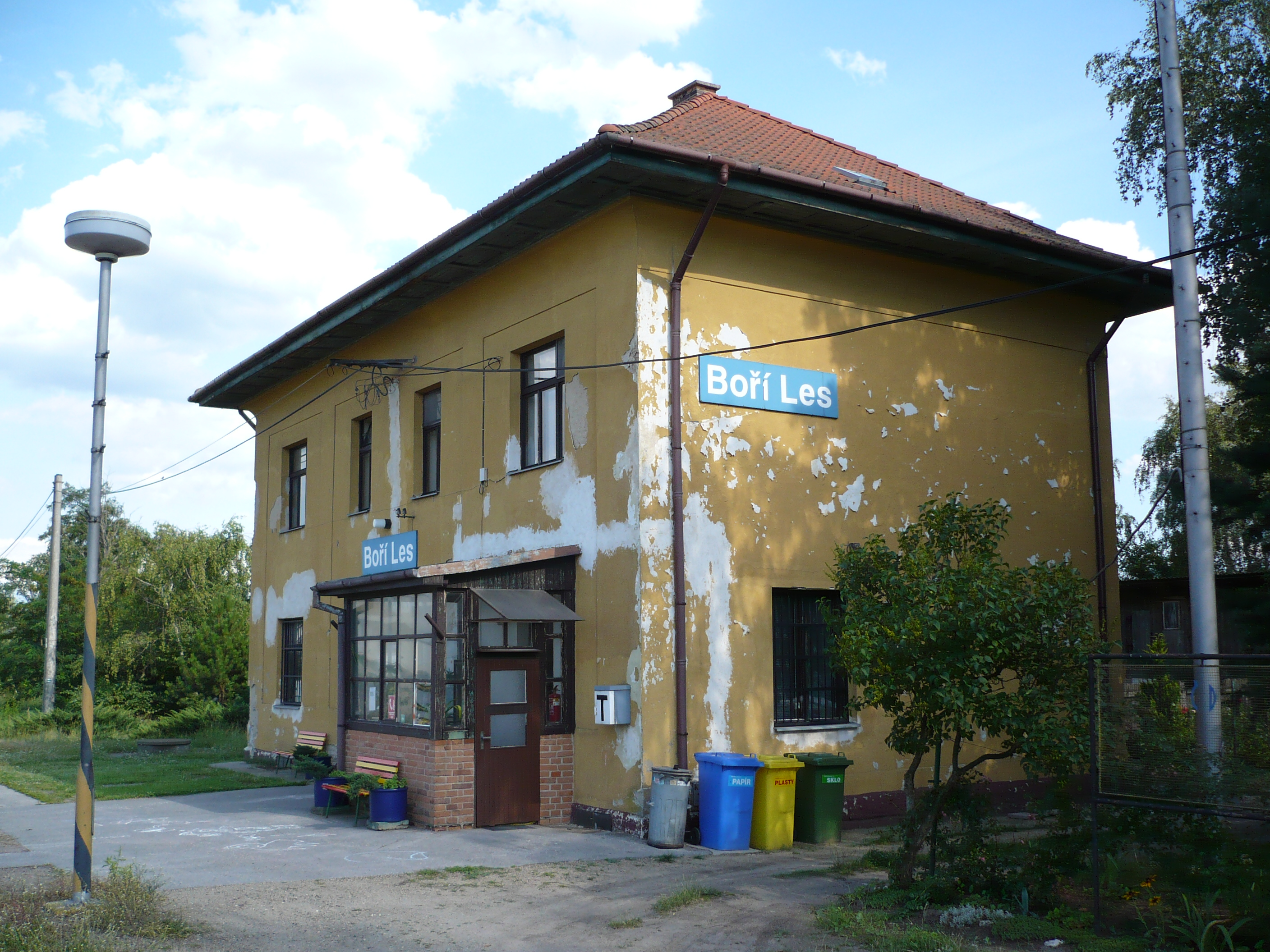
Bahnhof Boří les (2009)
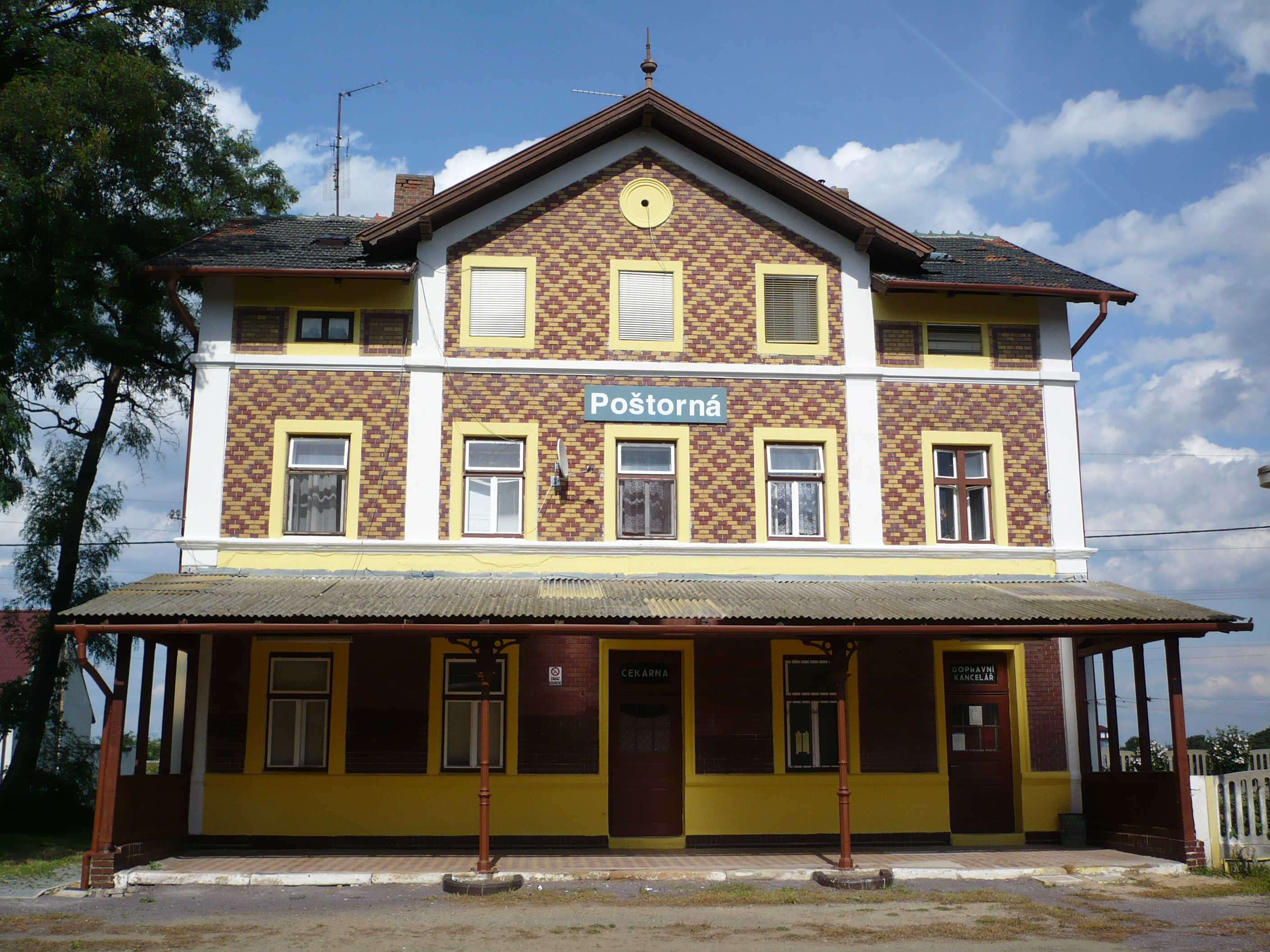
Bahnhof Poštorná vom Typ 16/H (2009)
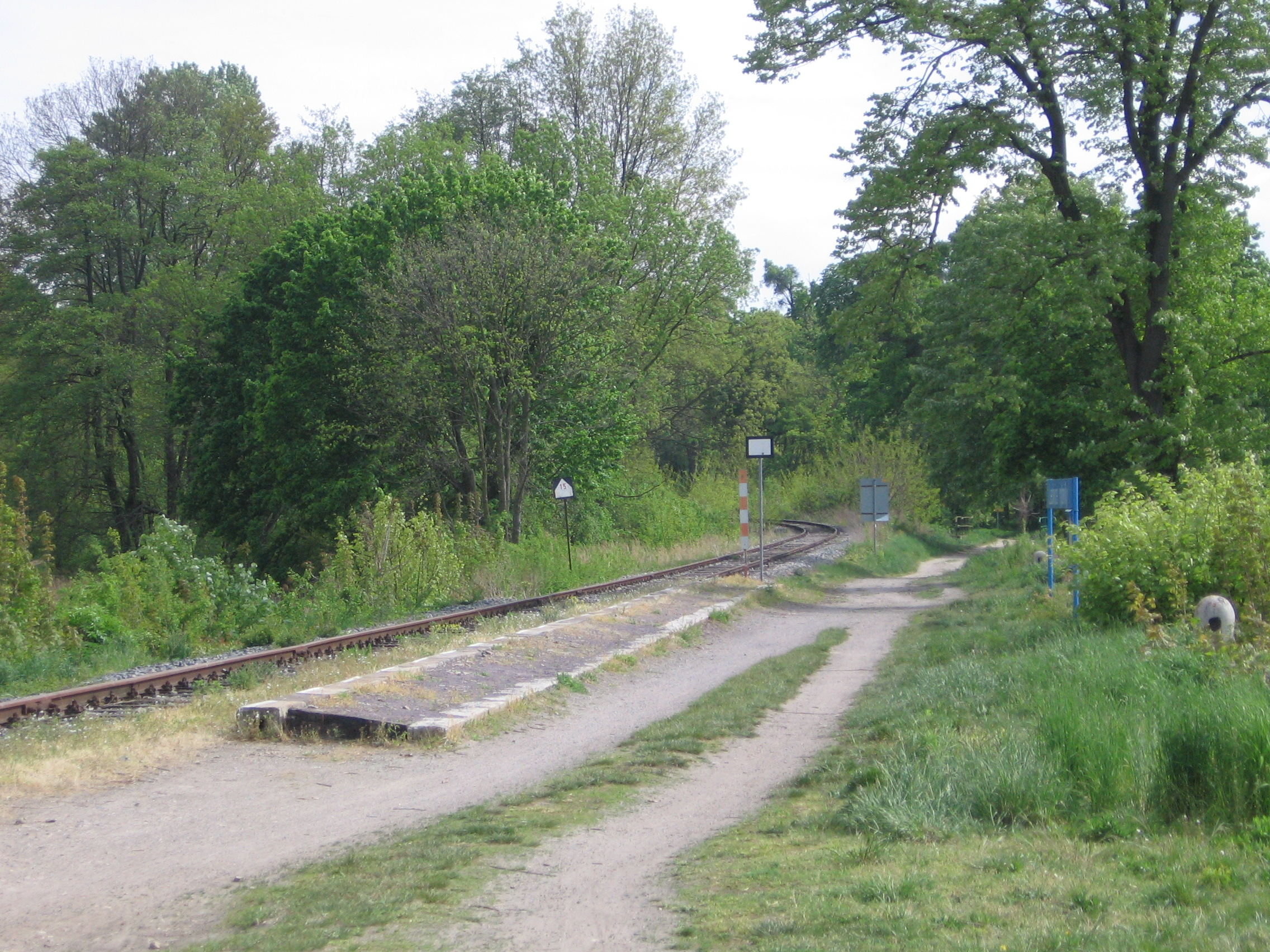
Haltestelle Lednice rybníky (2015)
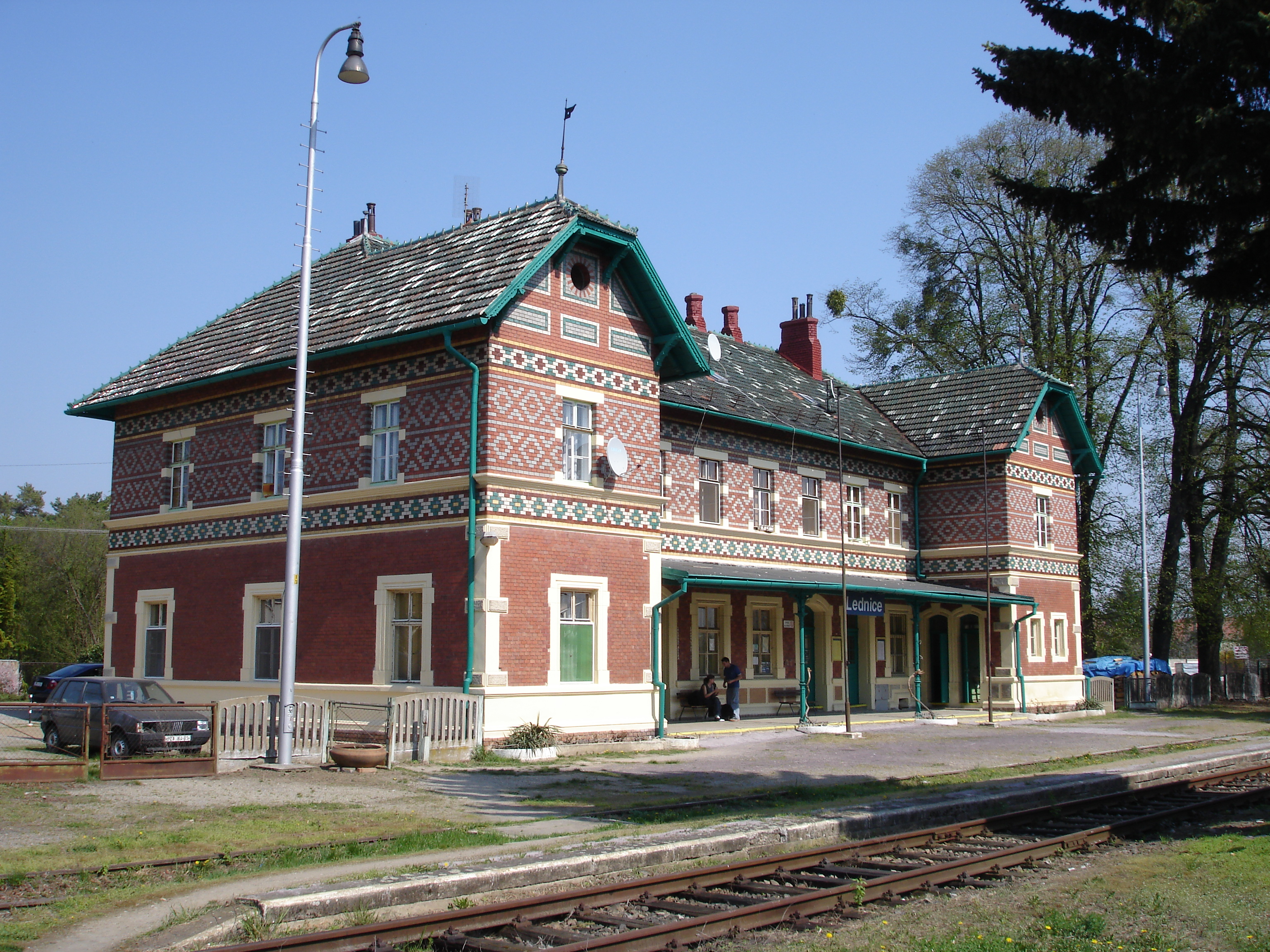
Bahnhof Lednice (2009)